# مارك ويلكينز (مهندس)
مارك ويلكينز (بالإنجليزية: Mark Wilkins)‏ هو مهندس أمريكي، ولد في 9 مايو 1983.